# Орханийски земеделски глас
„Орханийски земледелски глас“ е орган на Орханийската околийска земеделска дружба. Вестникът излиза в периода ноември 1922 – 2 май 1923 г. и на 10 юни 1931 г.
Главен редактор е М. Д. Стлмболиси. Основатели са Тодор Попов и Ил. Стоянов. Отпечатва се в печатница „Йосифов“ на Карл Попоушек. Вестникът е на БЗНС, обявява се за „Оранжев блок“ и е против „Народния блок“.